# Kazuki Hattori
Kazuki Hattori (服部 一輝 Hattori Kazuki?), född 16 mars 1995 i Tokyo prefektur, är en japansk fotbollsspelare.
Hattori började sin karriär 2017 i Kataller Toyama. 2019 flyttade han till Kamatamare Sanuki.